# 总发乡
总发乡，是中华人民共和国四川省攀枝花市仁和区曾经下辖的一个乡。2019年12月，撤销总发乡，将所属行政区域划归仁和镇管辖。

## 行政区划
总发乡撤销前下辖以下地区：
总发村、立新社区村、红旗村和板桥村。